# Litcham
Litcham – wieś w Anglii, w hrabstwie Norfolk, w dystrykcie Breckland. Leży 36 km na zachód od Norwich i 149 km na północny wschód od Londynu.
W 2001 miejscowość liczyła 592 mieszkańców.